# Nikolai Miaskovski
Nikolai Iàkovlevitx Miaskovski, rus: Никола́й Я́ковлевич Мяско́вский (Novogueórguievsk, 20 d'abril de 1881 - Moscou, 8 d'agost de 1950) va ser un compositor rus que va viure durant el període soviètic. Compositor prolífic, és considerat el simfonista soviètic més important.
Al llarg de la seva vida, va romandre a l'"ombra" del seu amic Serguei Prokófiev, però va guanyar el títol de "consciència musical de Moscou", principalment gràcies a la seva càtedra de composició al Conservatori, on va formar centenars d'alumnes.

## Biografia

### Anys de formació
Nascut en una fortalesa russa en terra polonesa, Miaskovski es va traslladar de nen amb la seva família a Kazan, on va quedar orfe de mare als nou anys. Dos anys després va començar una estricta formació militar que es prolongaria durant una dècada i mitja. És durant aquesta època quan comença a compondre, realitzant entre 1896 i 1900 una sèrie de conjunts de Preludis per a piano. Dos anys després comença a estudiar amb Reinhold Glière aprofitant un trasllat a Moscou en un destacament militar. Aviat es distancia de la vida militar, acabant per renunciar el 1906 a l'armada en favor del conservatori de Sant Petersburg.
El Conservatori es trobava en reconstitució després del turbulent curs 1904/05, durant el qual Nikolai Rimski-Kórsakov va ser acomiadat per la seva condemna de la matança del Diumenge sagnant i la resta del professorat va dimitir en mostra de solidaritat. No obstant això, Miaskovski va acudir a les classes d'Anatoli Liàdov i el mateix Rimski-Kórsakov. En la classe de contrapunt coneixeria Serguei Prokófiev, del qual seria amic durant la resta de la seva vida. A Miaskovski li era més afí l'escolàstica del conservatori que al seu jove company, llançant arrels aviat en la tradició musical russa, que des del començament va veure des d'una perspectiva molt personal, com demostra la Simfonia núm. 1 (1908).
Miakovski va començar a gaudir de projecció a les sales de concerts mentre treballava en aquesta primera incursió simfònica amb l'estrena de les seves 18 Romances, op. 4, sobre texts de Sinaida Gippius en el marc de les Tardes de nova música de Sant Petersburg, en les que es van estrenar algunes de les temptatives compositives més audaces dels joves Prokófiev i Stravinski.

### Primera Guerra Mundial i Revolució
La tasca compositiva de Miaskovski es va interrompre en esclatar la Primera Guerra Mundial, encara que el 1917 passaria a les files de l'Exèrcit Roig sense que estigués compromès amb el comunisme. Va ser la profunda impressió que li va causar l'horror (que va reflectir en les seves simfonies quarta i cinquena) de la guerra el que el va conduir a prendre aquesta decisió. Tanmateix, es va veure implicat a continuació en la Guerra Civil fins al final de la contesa, que va implicar l'assentament del poder soviètic.

### Docència, reconeixement, condemna i mort
El 1921 Miaskovski va ser contractat pel conservatori de Moscou com a catedràtic de composició, i va tenir entre els seus alumnes a músics importants com Vladimir Iurovski, Serguei Razorenov, Aleksandr Mossolov, Zara Lévina, Marian Koval, Samuil Feinberg, Vissarion Xebalín o Vanó Muradeli. En acabar la Segona Guerra Mundial, va tornar a exercir la pedagogia musical en aquest centre tenint entre els seus alumnes a Aleksei Nikolàiev. En aquest càrrec del 1921, Miaskovski es va convertir en una de les personalitats referencials de la música soviètica com a estabilitzador de la tumultuosa vida musical soviètica de l'estalinisme, guanyant-se el malnom de la consciència musical moscovita gràcies al seu suport desinteressat a compositors i societats musicals (així, va fer costat a l'Associació de Música Contemporània fins a la seva abolició amb tots els mitjans al seu abast encara que mai no va subscriure l'estètica que promovia). Així mateix, durant els anys trenta va treballar sobre el Realisme socialista imposat des de les altes esferes amb vistes de trobar un punt d'equilibri sostenible per al compositor que veient-se forçat a practicar aquesta estètica no voldria renunciar a la seva personalitat compositiva. Durant la dècada de 1930 fou professor de composició en el Conservatori de Moscou on entre altres alumnes tingué a Nikolai Peikó.
L'esclat de la Segona Guerra Mundial, que no va deixar de reflectir-se a la seva obra (Miaskovski va ser el compositor de la primera Simfonia de guerra soviètica, la vint-i-unena del seu catàleg), va forçar la seva evacuació al Caucas en companyia del seu amic Prokófiev. Durant aquesta època, en la qual Miaskovski va aprofitar per investigar el folklore de les regions veïnes, va començar el declivi de la seva salut.
De tornada a Moscou, Miaskovski va ser rebut amb grans honors al principi, però el 1948 va haver d'afrontar la seva implicació en les condemnes del Congrés de Compositors antiformalista, en substitució a última hora del seu alumne Dmitri Kabalevski, que, d'altra banda, l'homenatjaria en la seva mort transcrivint per a piano a quatre mans la seva monumental simfonia núm. 6. Miaskovski va mantenir la dignitat artística i es va negar a sotmetre's al judici, desvinculant-se totalment en endavant del realisme socialista i component les seves últimes obres en una estètica molt íntima, que s'exposa en plenitud en l'última de les seves 27 simfonies (1949).
Dos anys després de negar-se a testificar Nikolai Miaskovski moria a Moscou.
Va rebre l'orde de Lenin, el títol d'Artista del Poble de l'URSS el 1946 i 5 Premis Stalin (1941, 1946 -2-, 1950 i 1951)